# Castello della Valle
Il castello di Fiumefreddo, detto anche castello della Valle, è il castello di Fiumefreddo Bruzio, paese in provincia di Cosenza, nell'area del basso Tirreno cosentino. Dal 2005 il paese è annoverato tra i Borghi più belli d'Italia.

## Storia
Il castello fu fondato nel 1201.

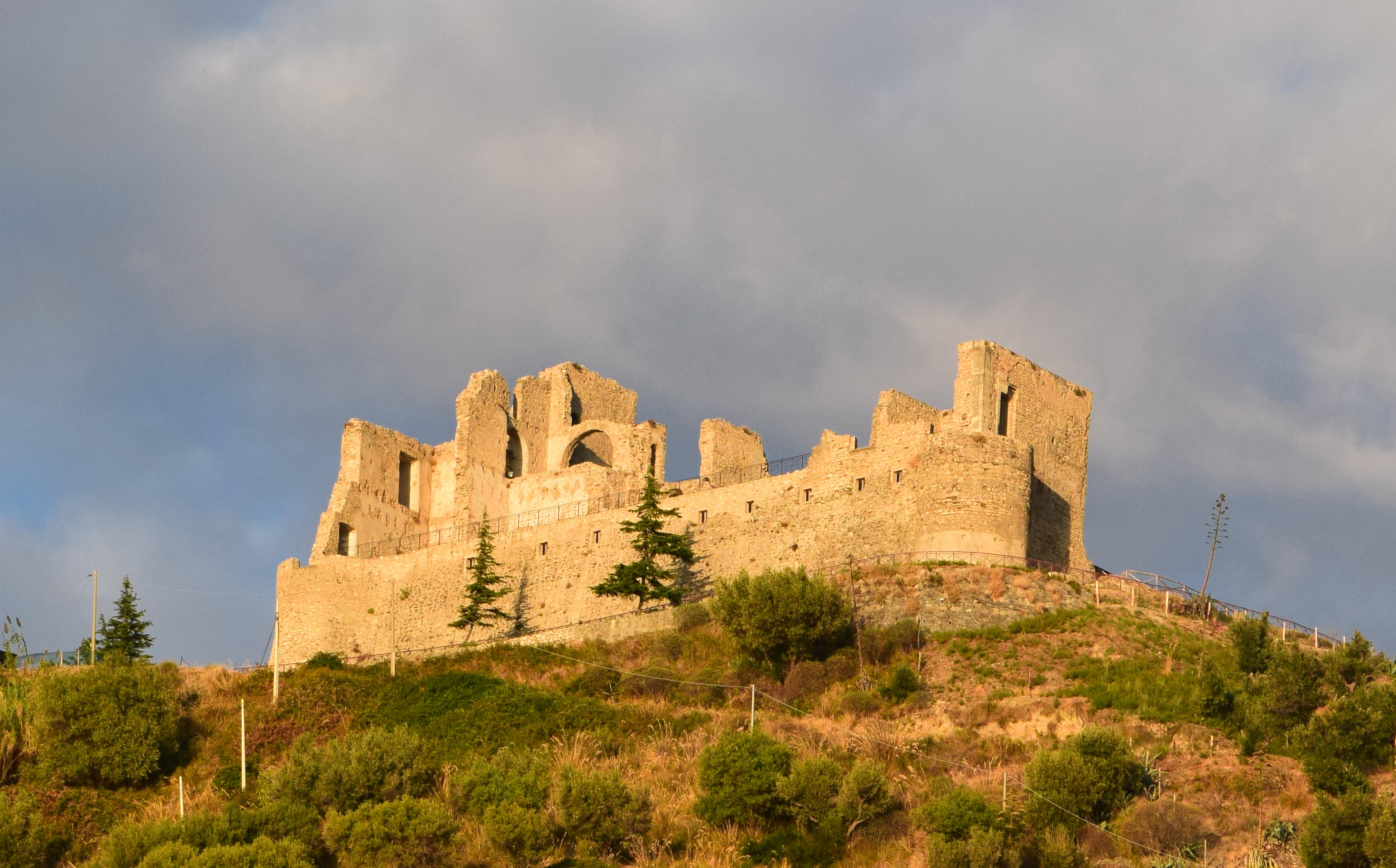
Veduta complessiva

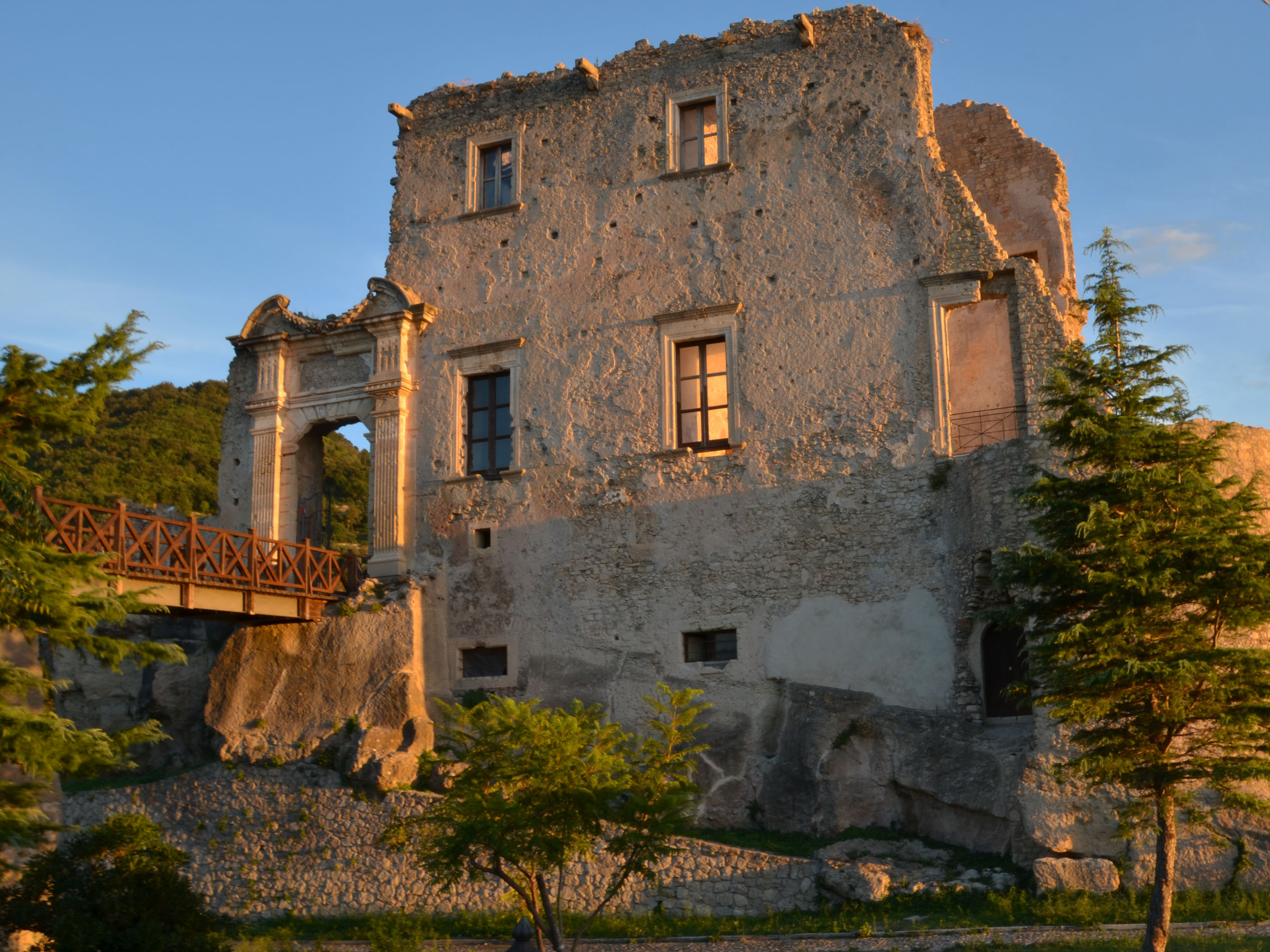
Veduta frontale

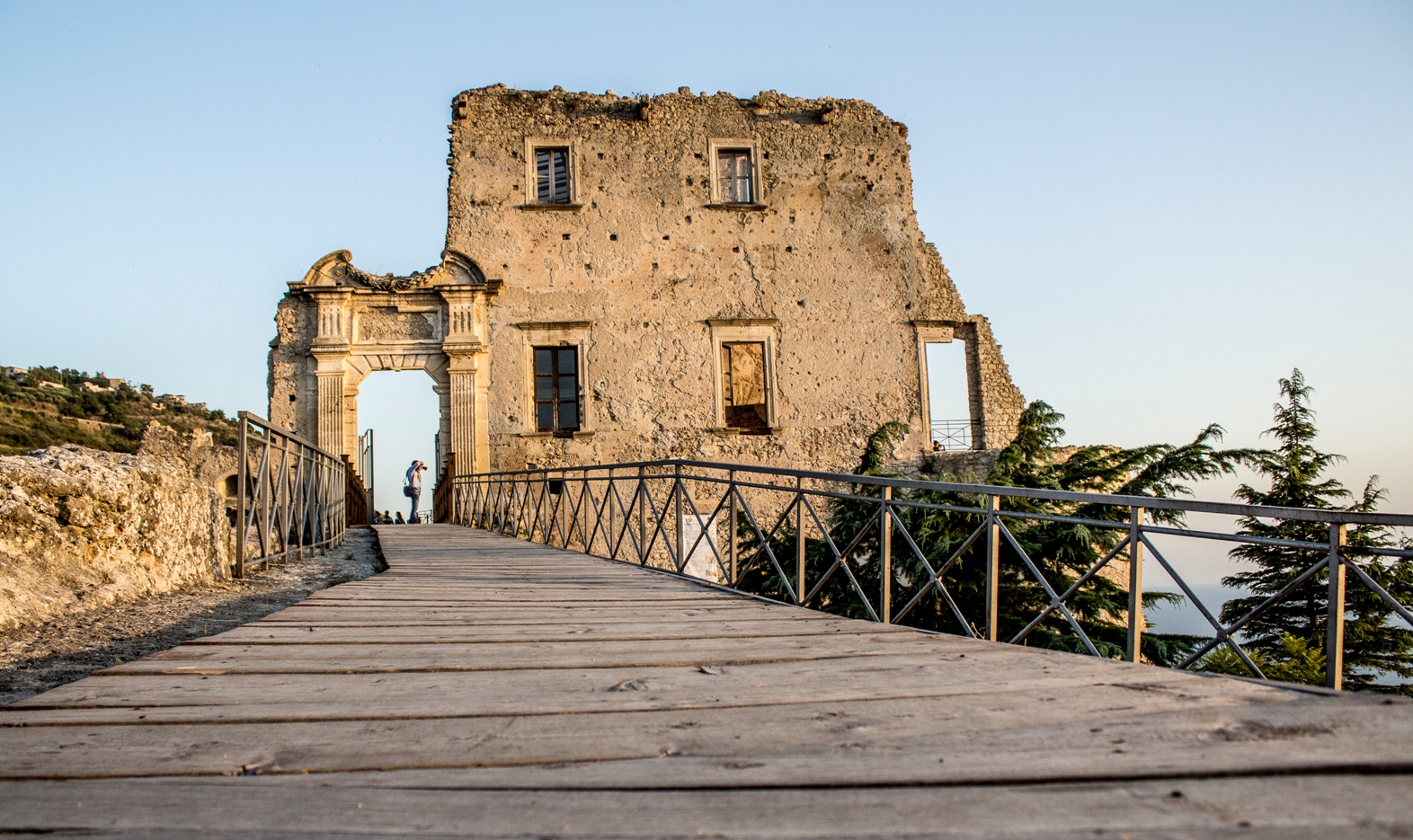
L'accesso

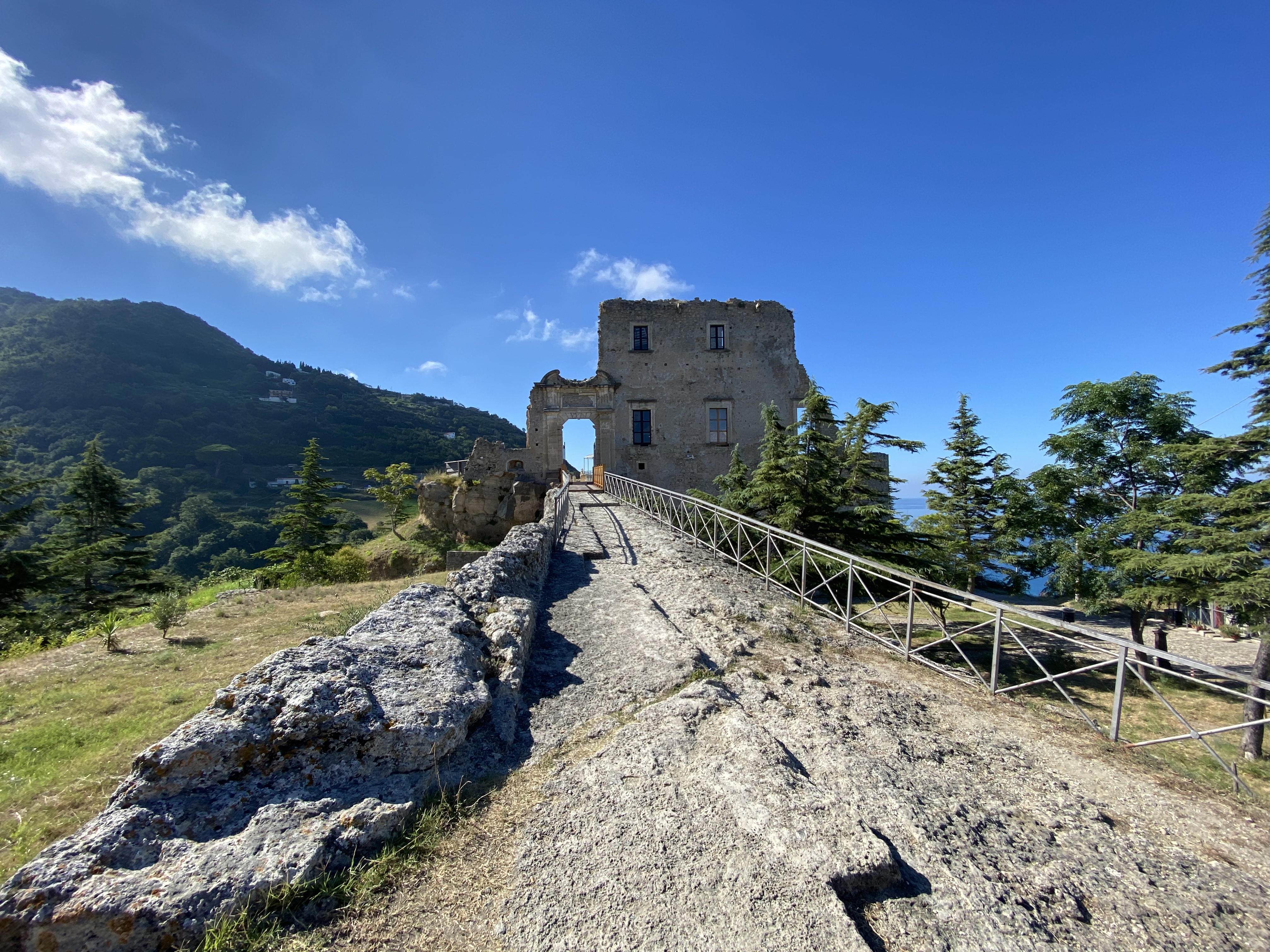
Facciata principale del Castello della Valle (agosto 2020).

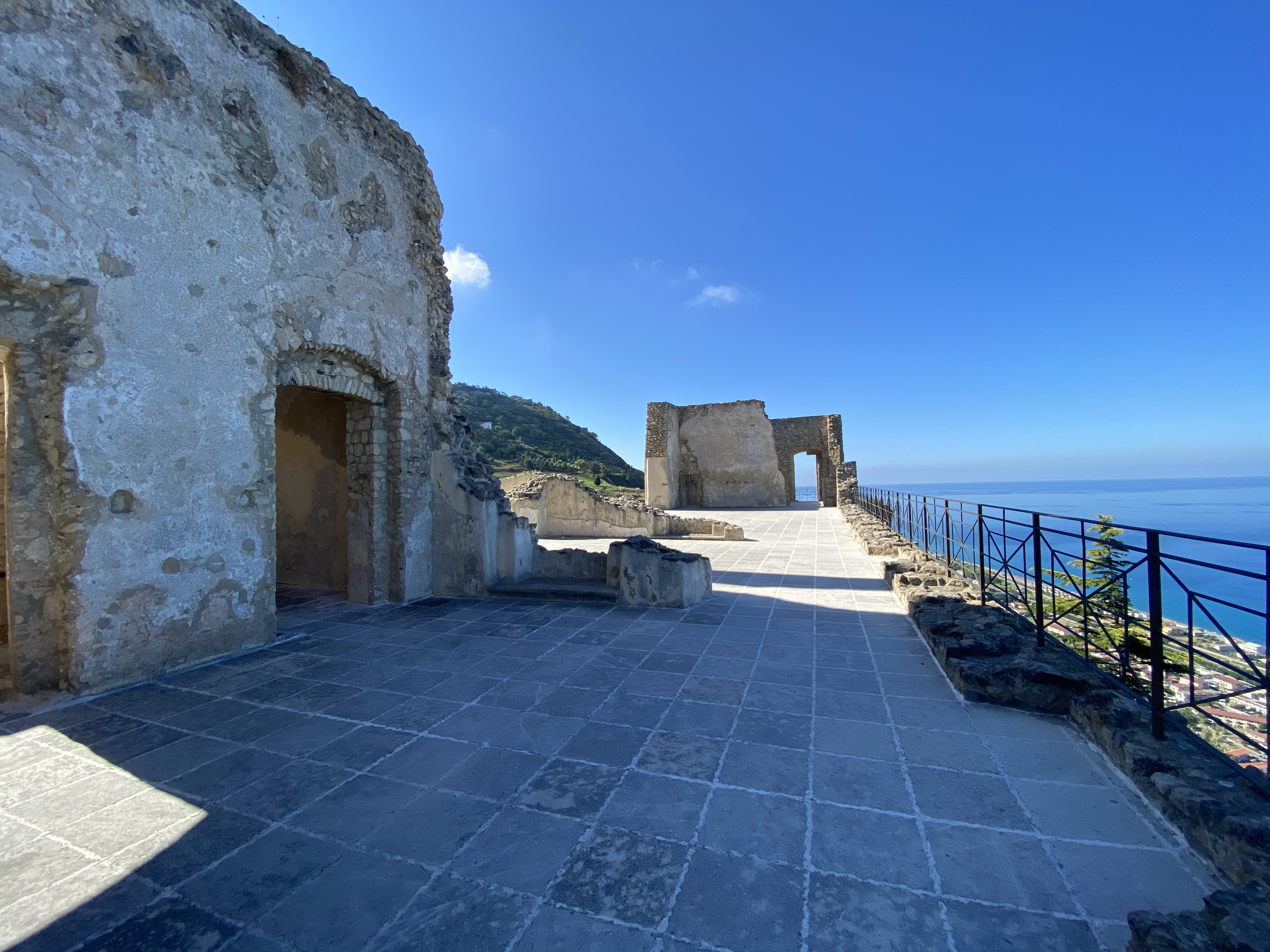
Interno del Castello della Valle (agosto 2020).

Nel 1531 il feudo di Fiumefreddo venne donato da Carlo V d'Asburgo al marchese Hernando de Alarcón. Questi fece rimodernare il castello per uso residenziale secondo il gusto tardorinascimentale dell'epoca: a questa fase di interventi risale il portale d'ingresso michelangiolesco.
Nel 1806-1807 il castello subì un duro assedio dalle truppe napoleoniche, analogamente ai vicini paesi di Belmonte Calabro (assedio di Belmonte del 1806-1807) ed Amantea (assedio di Amantea del 1806-1807). In quella occasione fu quasi completamente distrutto. Fiumefreddo, difesa dal vice-preside della provincia di Calabria Citra Giovanni Battista De Micheli, si arrese il 12 febbraio 1807.
Ad oggi, l'unica parte del castello interamente recuperabile (ed in parte già accessibile) sono i sotterranei.
Dichiarato “Monumento Contro Tutte le Guerre”, con delibera comunale del 26 novembre 2006, nonostante il restauro le cannonate del generale Renyer sono ancora ben visibili.

## Le opere di Salvatore Fiume
Alla metà degli anni Settanta Salvatore Fiume volle rivitalizzare il paese disseminando sue opere per le strade e nei monumenti: al castello dipinse le pareti di una sala, all'epoca scoperchiata ed oggi restaurata e coperta.
Esattamente nel 1975 il paese ai piedi di Monte Cocuzzo accolse con entusiasmo la proposta del maestro Fiume di rivitalizzarne gratuitamente il centro storico con alcune opere.
A partire dallo stesso anno, Fiume dipinse le pareti interne e alcune pareti esterne del castello. Nel 1977 affrescò la volta della cappella di San Rocco e negli anni 90 collocò una scultura di bronzo in ciascuna delle due piazze panoramiche che affacciano sul Mar Tirreno. Nel 1996, un anno prima della sua scomparsa, tornò a ridipingere le pareti interne del castello dopo che gli affreschi originali erano stati distrutti dalle intemperie.
Nel Castello della Valle “La Stanza dei desideri” “è sicuramente il suo capolavoro, i ruderi delle mura sono ricoperti da dipinti che illustrano il “sogno dell'artista su Fiumefreddo” e due sculture, dedicate alla vita del passato, sembrano osservare la magia di quei dipinti”, ha scritto qualche tempo fa sulle pagine della rivista Mythos il giornalista Sergio Zanardi.
Oggi le due sculture sono state spostate presso la Sala Consiliare e gli affreschi, che iniziavano a risentire del passare del tempo, sono interessati da un approfondito restauro.

## Galleria d'immagini
Le foto giunte in finale al concorso fotografico Wiki Loves Monuments Italia 2013. (Le foto sono disposte in ordine casuale).

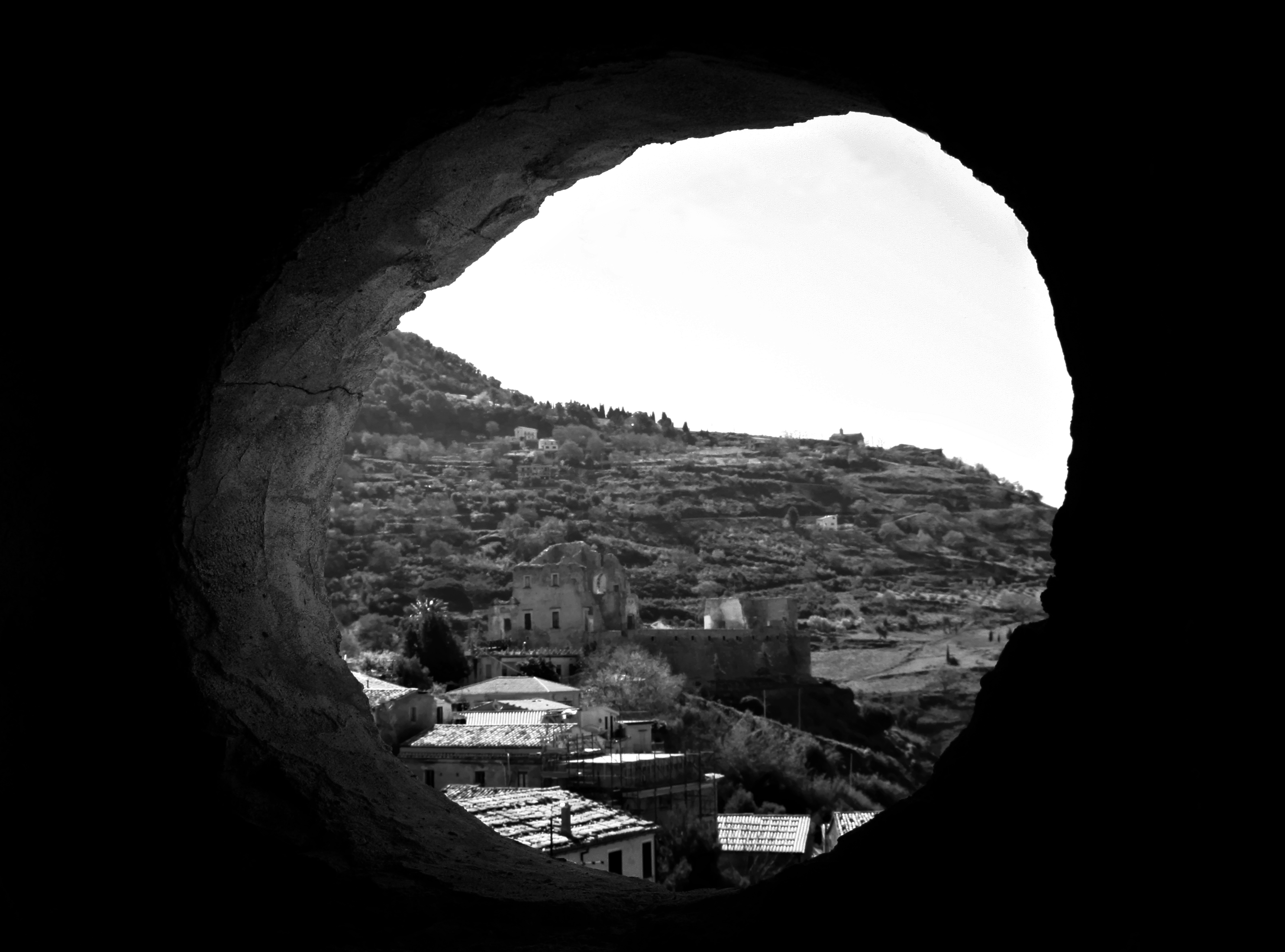
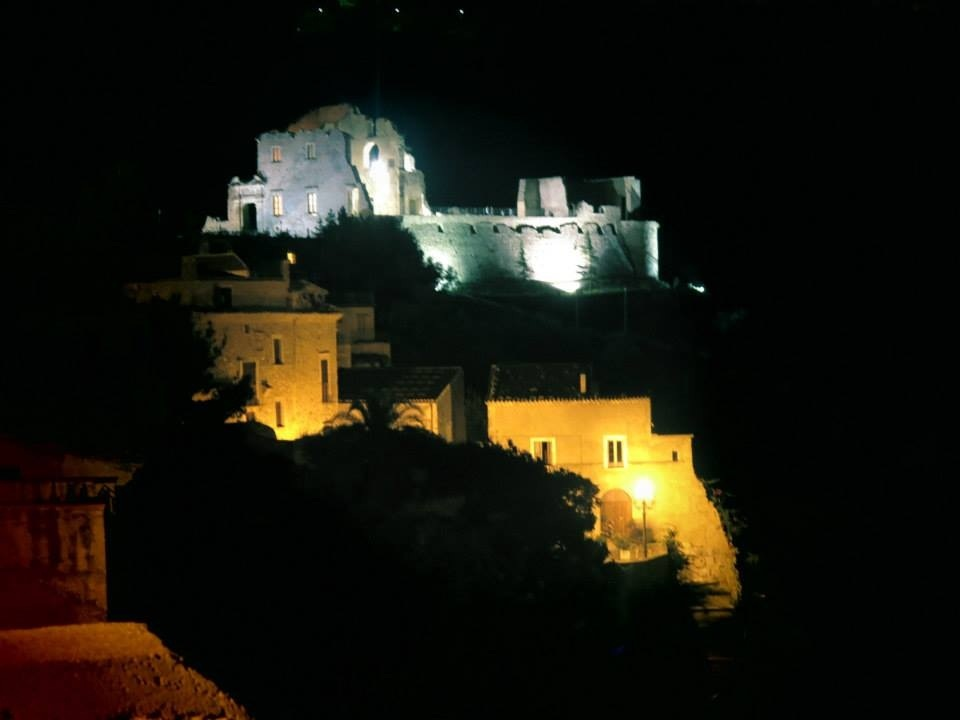
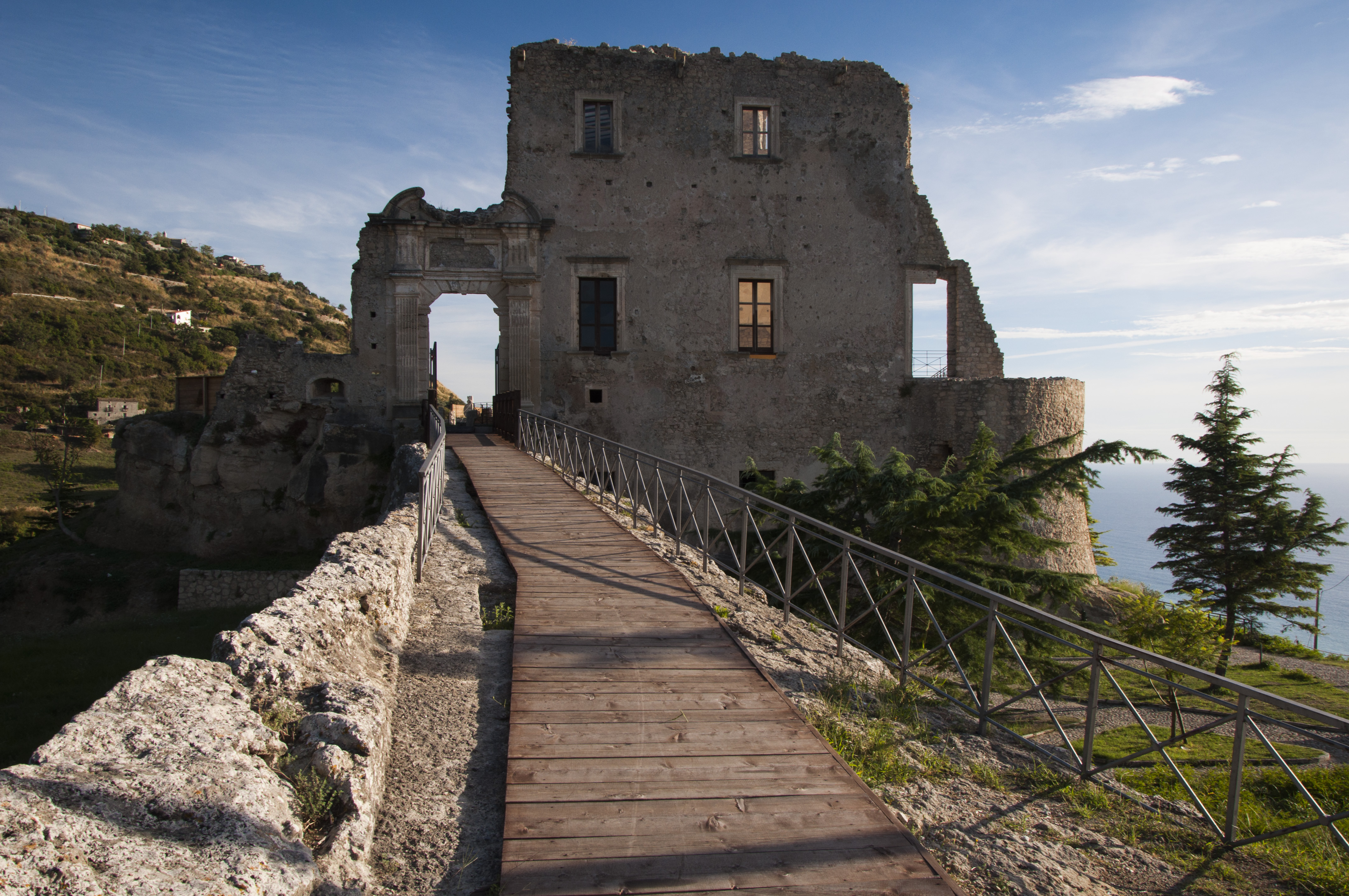
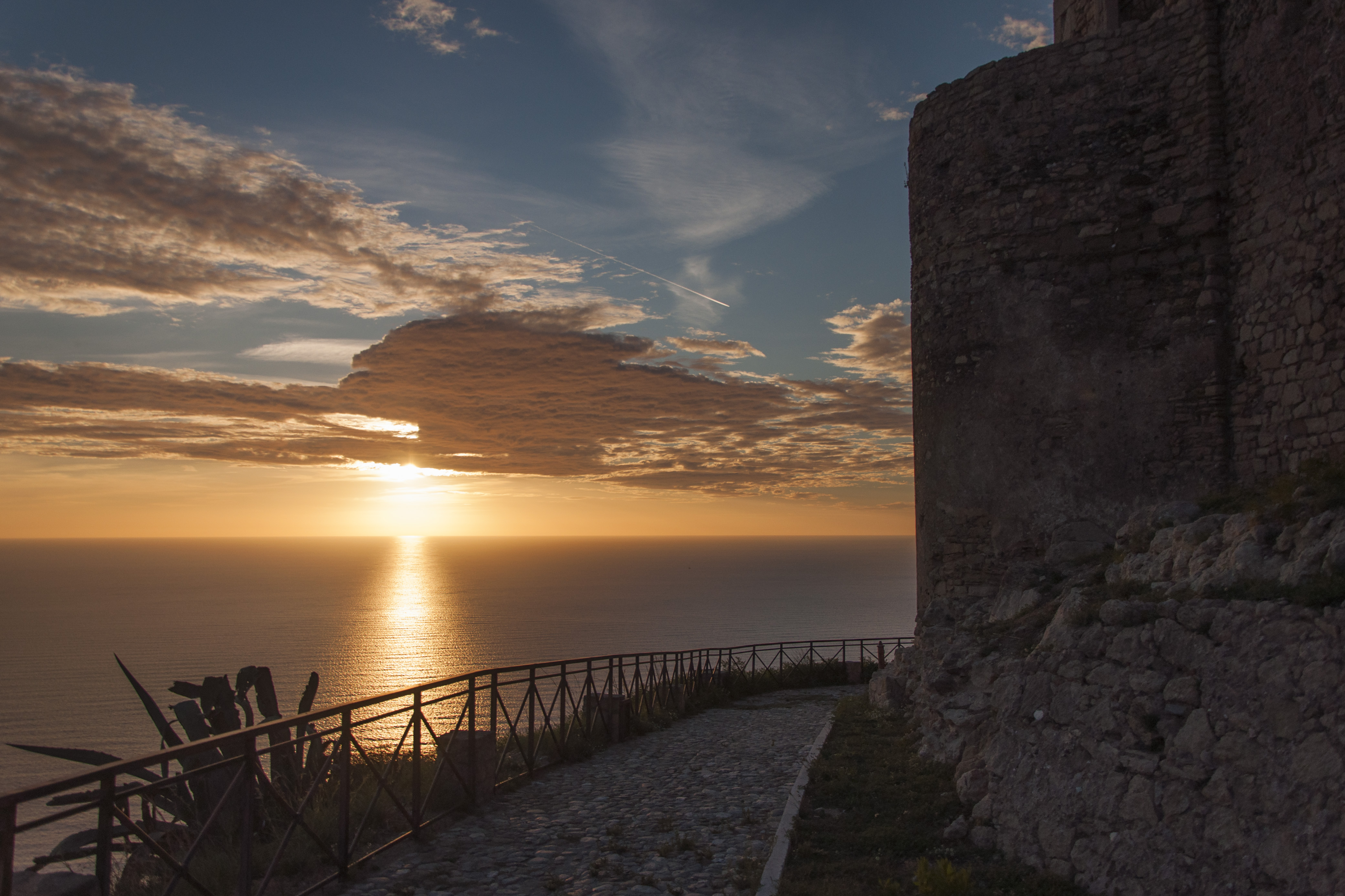
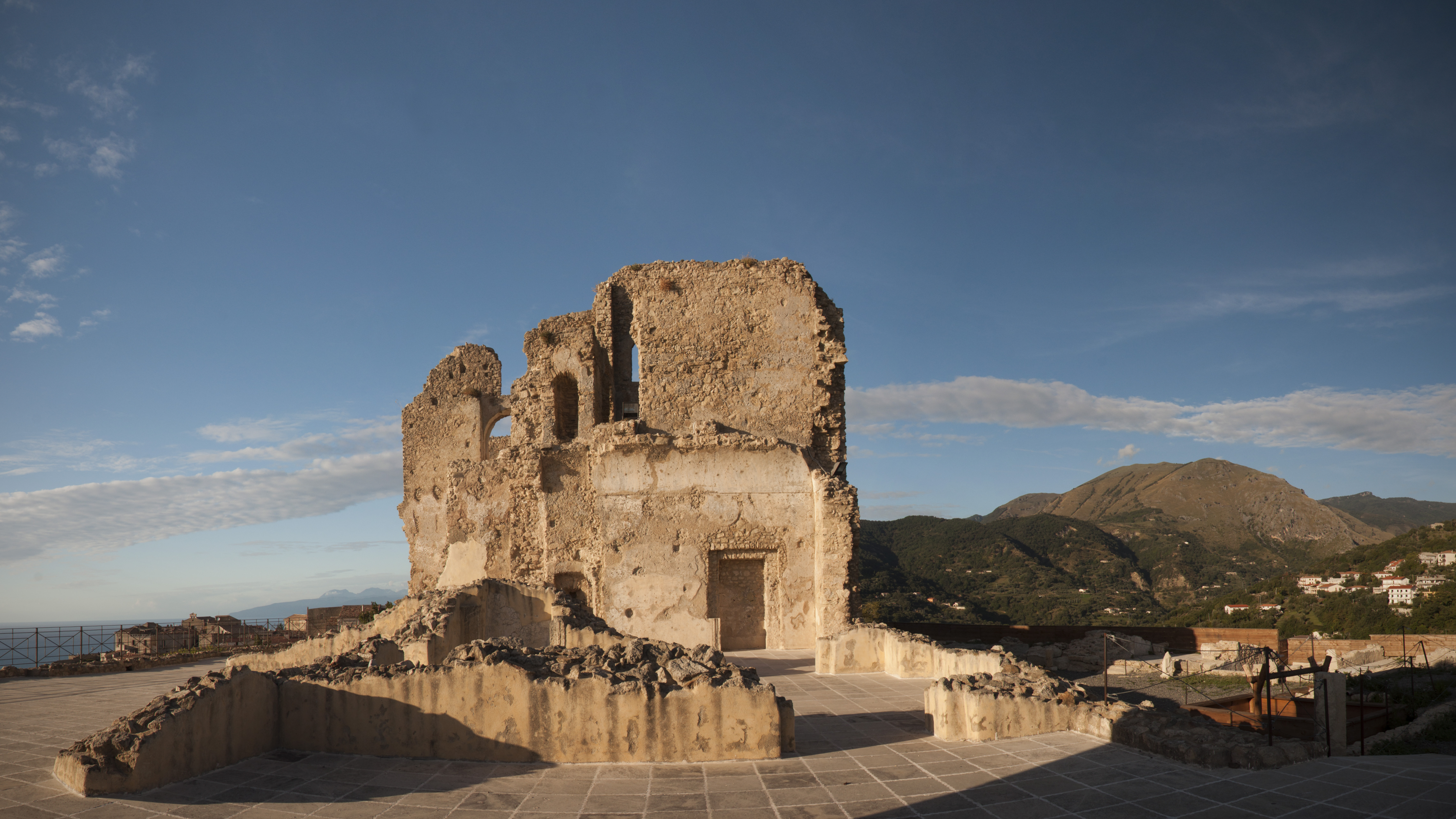
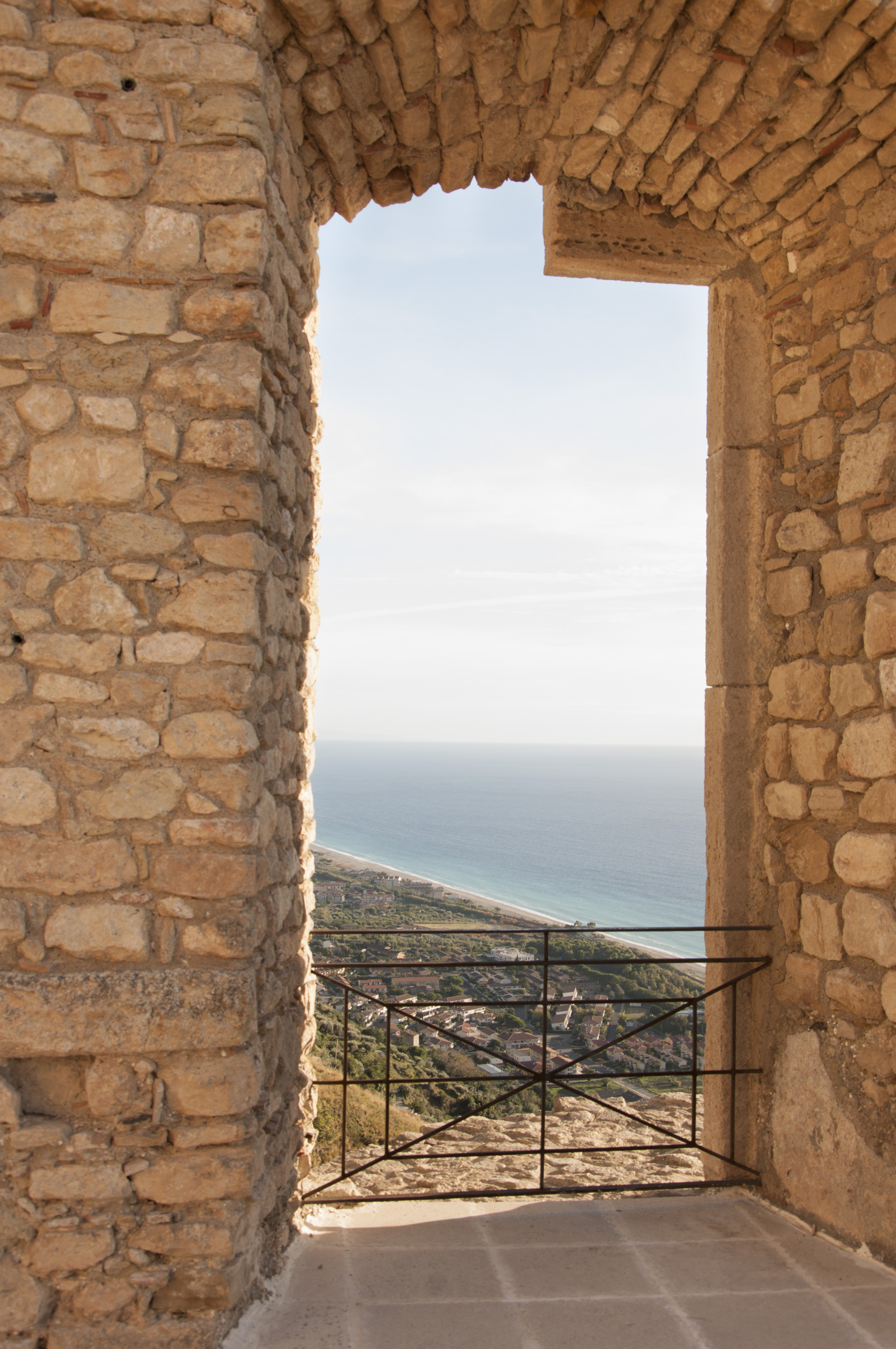
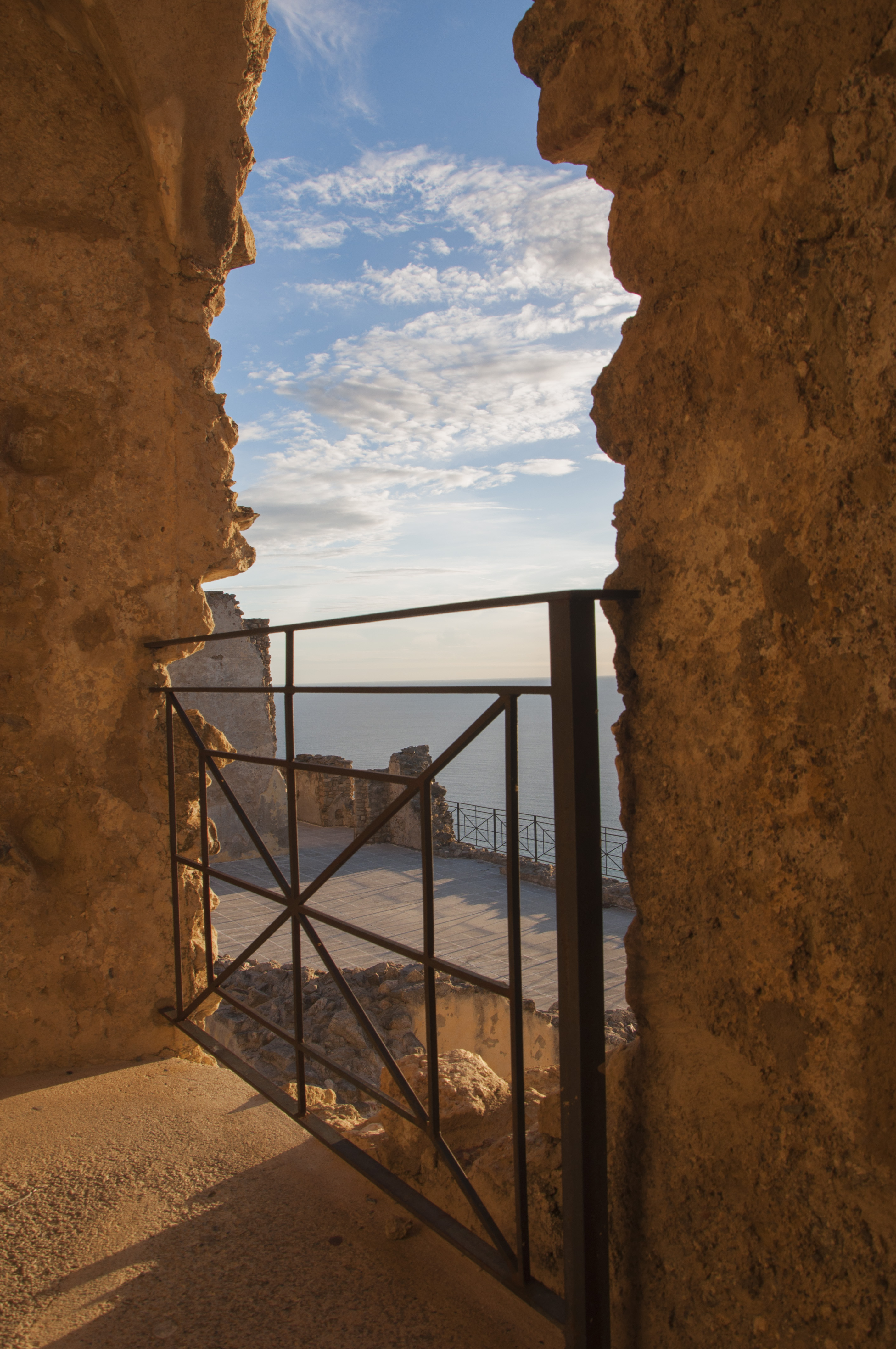
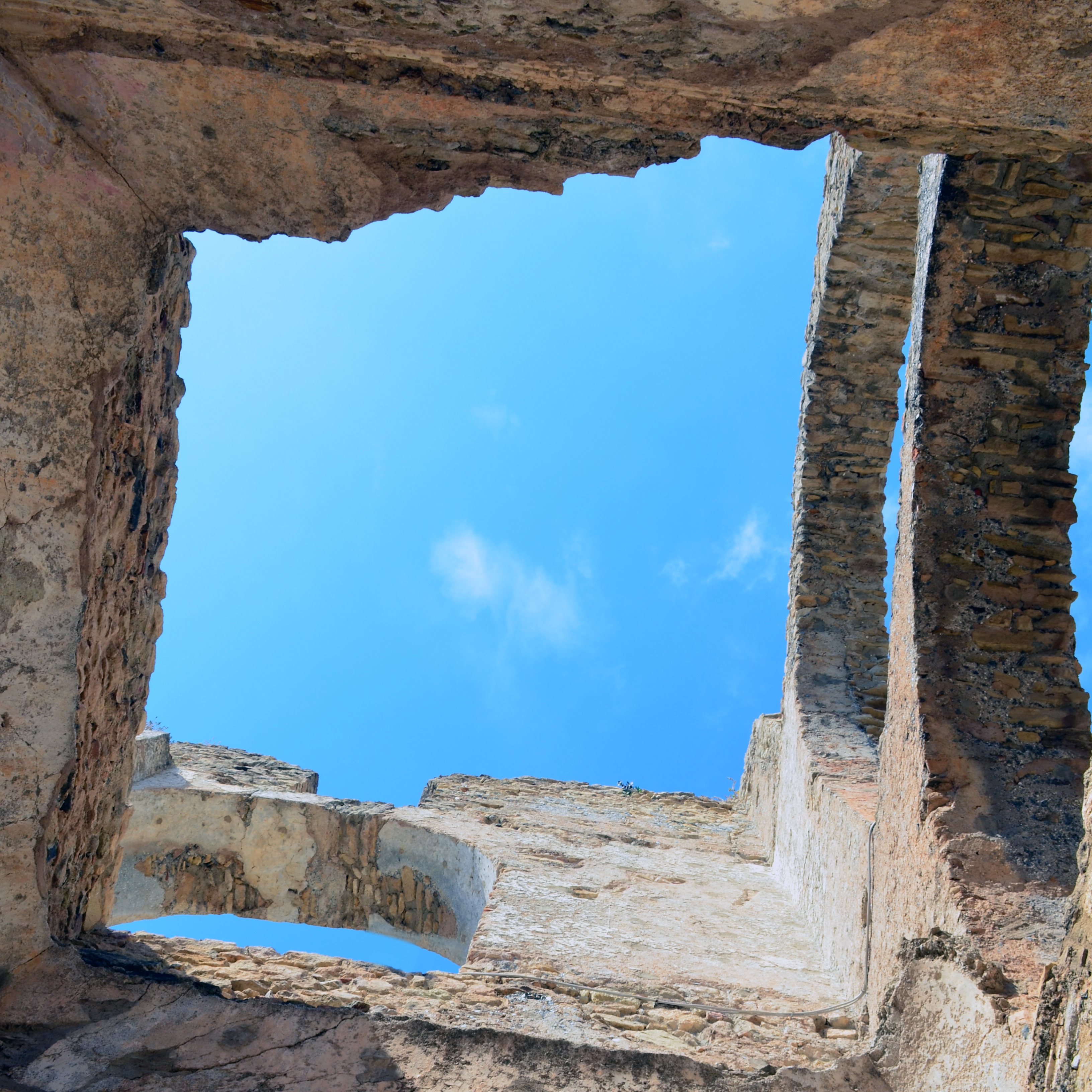
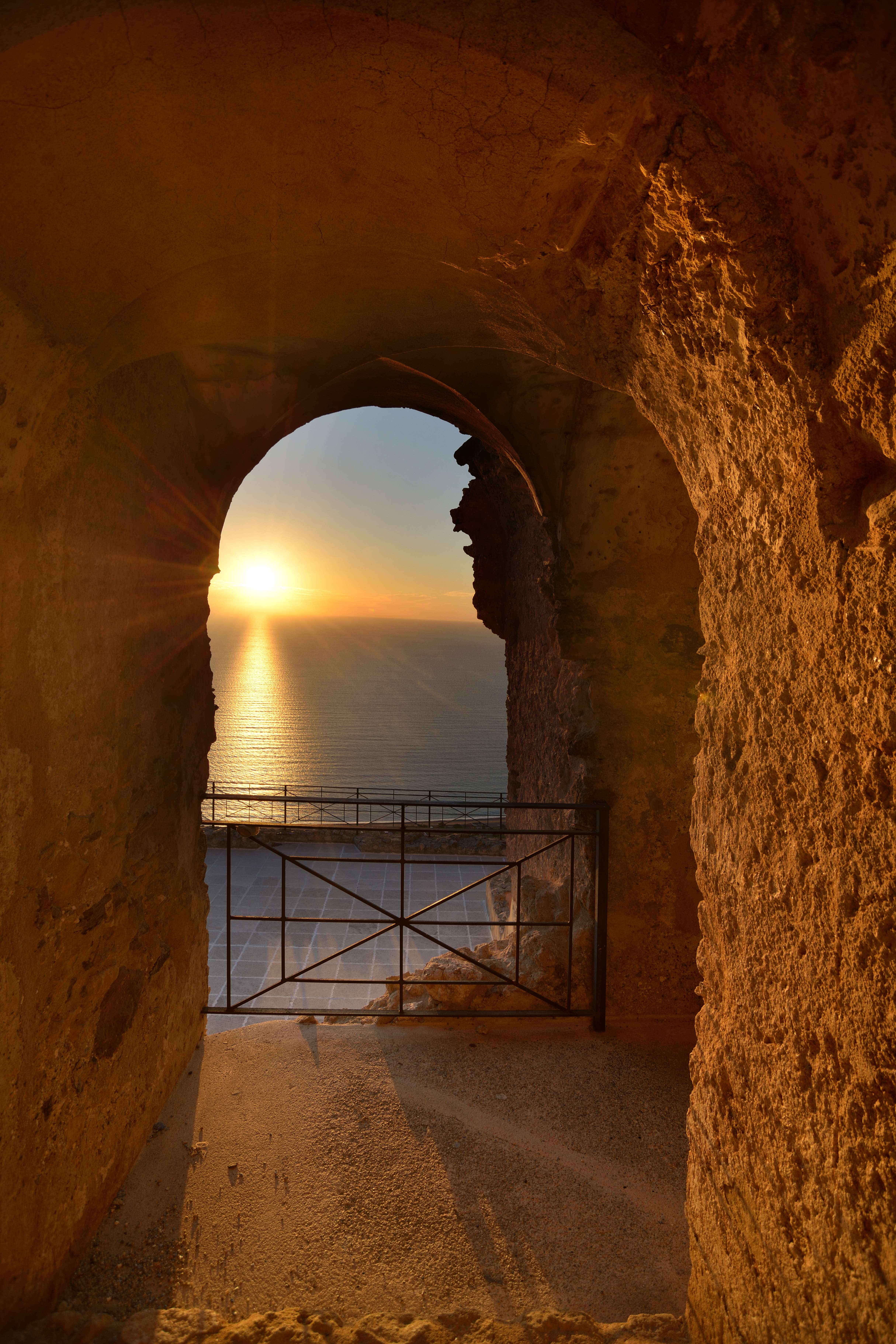
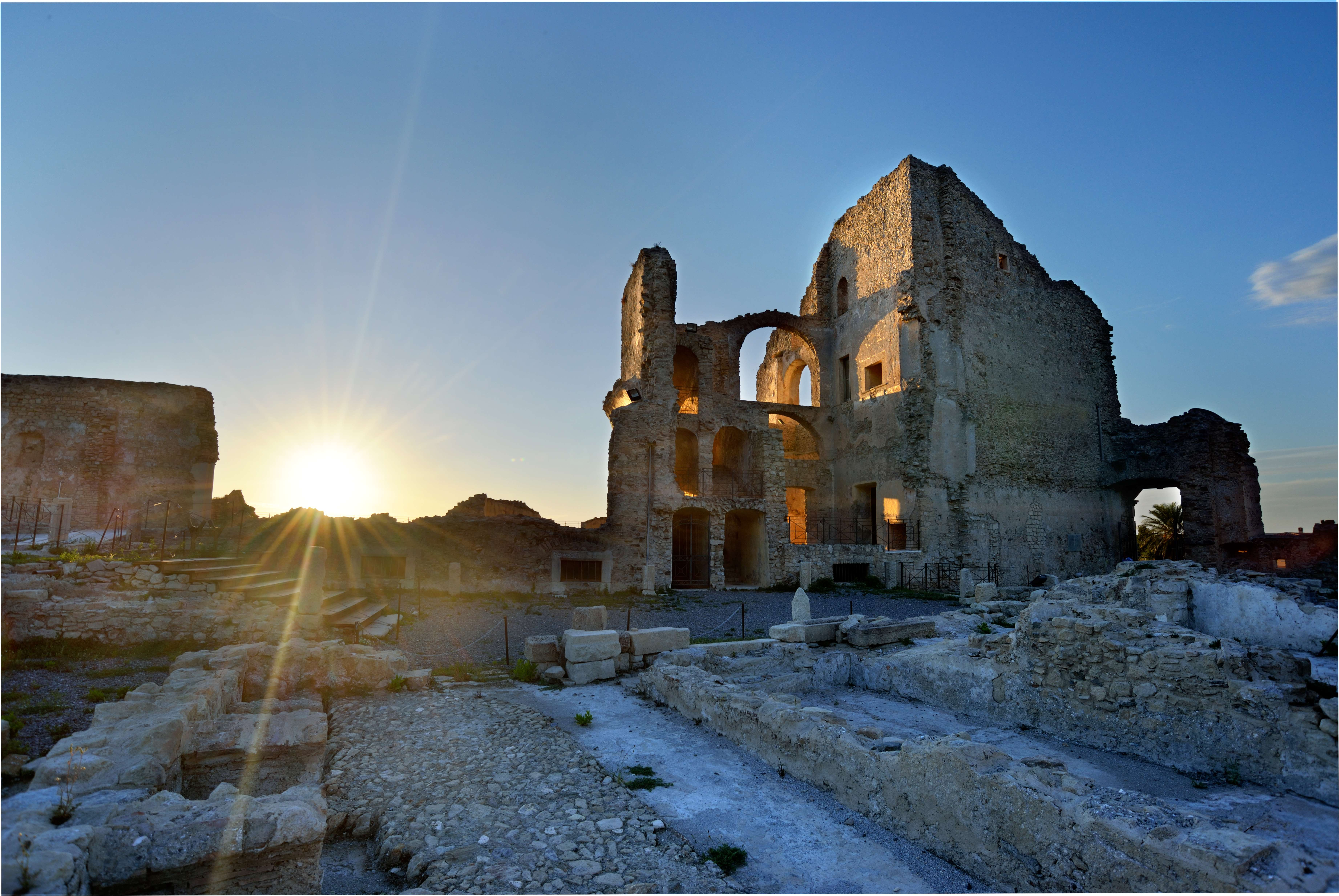
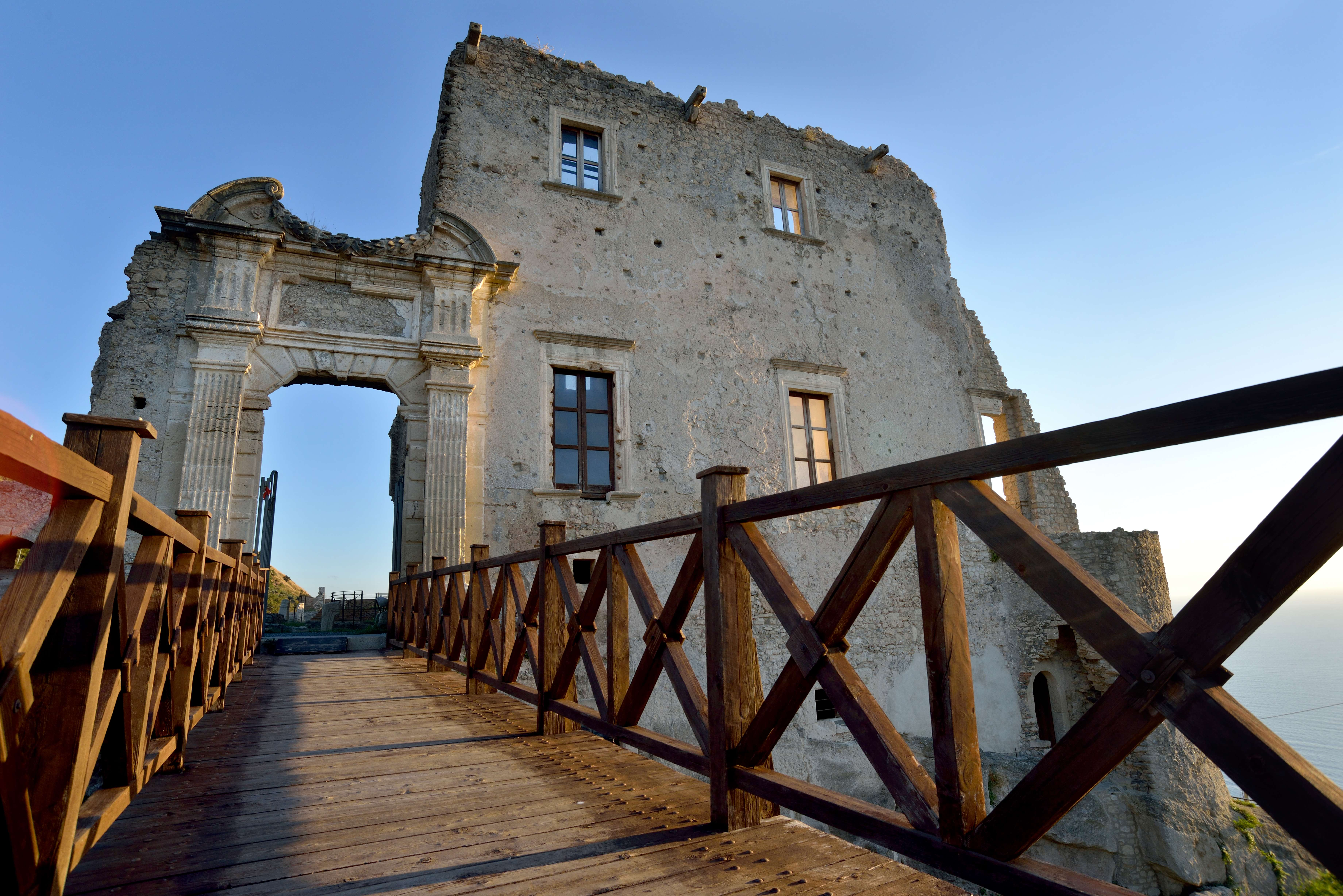
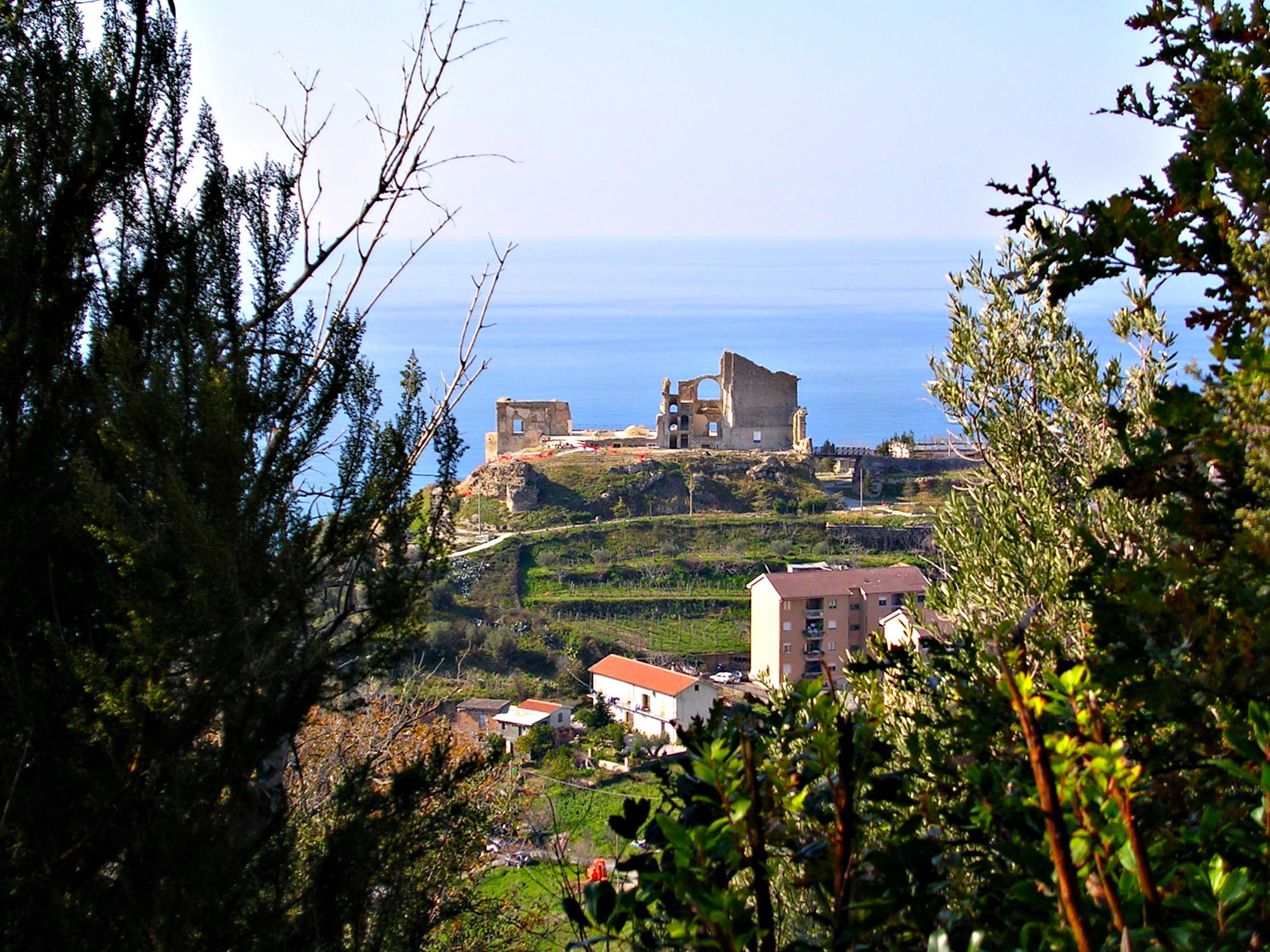
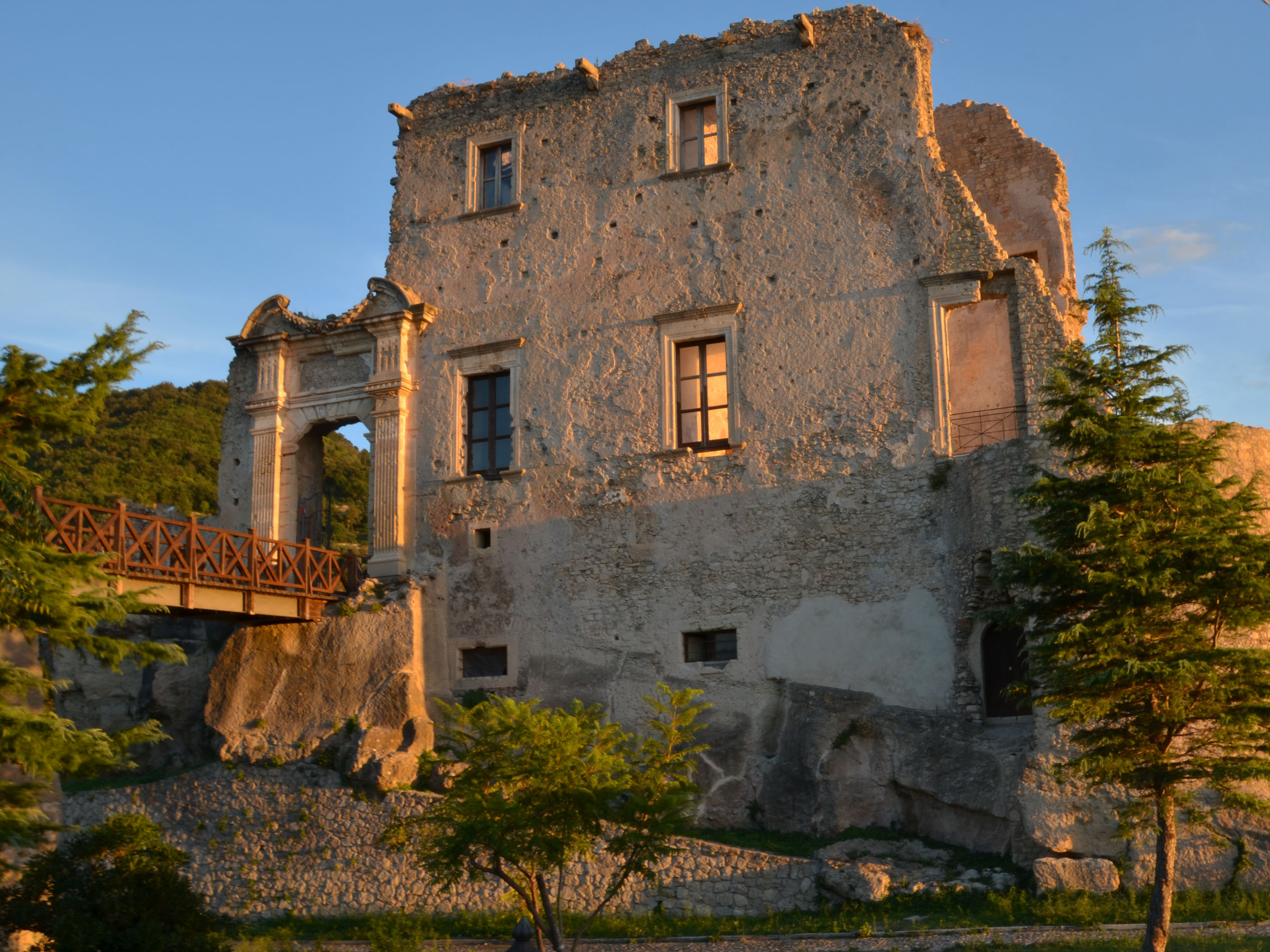